# Osroes I
Osroes I var kung av Partherriket 109–129 e.Kr.. Han tillhörde arsakidernas dynasti.